# Luftflotte 6
Die Luftflotte 6 (Lfl. 6) war eine am 5. Mai 1943 aufgestellte Luftflotte der Luftwaffe der Wehrmacht, die im Zweiten Weltkrieg eingesetzt wurde und bis zur Kapitulation bestand.

## Geschichte
Die Luftflotte 6 ging am 5. Mai 1943 aus dem im April 1942 gebildeten Luftwaffenkommando Ost mit Hauptquartier in Smolensk hervor und war für den Mittelabschnitt der Ostfront zuständig. Im Juni 1943 wurden von ihr Angriffe gegen die sowjetische Rüstungsindustrie u. a. in Gorki, Saratow und Jaroslawl geflogen. Beim Unternehmen Zitadelle im Juli 1943 unterstützte sie, verstärkt durch Abgaben der Luftflotte 1, mit annähernd 1000 Flugzeugen die Angriffskräfte der Heeresgruppe Mitte im Raum Orel.
Aufgrund der Gegenangriffe der Roten Armee verlegte sie im September 1943 ihr Hauptquartier nach Minsk, später nach Priluki. Im Vorfeld der Operation Bagration besaß die sowjetische Luftwaffe bereits die Luftüberlegenheit. Die starke Einschränkung der Luftaufklärung war ein wesentliches Moment zum Gelingen der Überraschung.
Nach der Weichsel-Oder-Operation der Roten Armee Anfang 1945 versorgte die Luftflotte die eingeschlossenen Truppen u. a. in Breslau aus der Luft und flog Einsätze zur Zerstörung der Oder-Brücken. Obwohl sie noch über zahlreiche Flugzeuge verfügte, war die Luftflotte in den letzten Kriegsmonaten aus Mangel an Kraftstoff kaum noch einsatzfähig. Bei der Teilung des deutschen Kampfraums im April wurde die Luftflotte 6 zuständig für den Südraum.

## Führung
| Oberbefehlshaber                      | von            | bis            |
| ------------------------------------- | -------------- | -------------- |
| Generaloberst Robert Ritter von Greim | 5. Mai 1943    | 24. April 1945 |
| Generaloberst Otto Deßloch            | 26. April 1945 | 8. Mai 1945    |

| Chef des Generalstabs        | von         | bis         |
| ---------------------------- | ----------- | ----------- |
| Generalmajor Friedrich Kless | 5. Mai 1943 | 8. Mai 1945 |

## Unterstellte Großverbände
| Juli 1943 (Unternehmen Zitadelle) | 1. Flieger-Division           | Stab, I., III. und IV./Jagdgeschwader 51; I./Jagdgeschwader 54; I./Zerstörergeschwader 1; Stab, I., II. und III./Sturzkampfgeschwader 1; III./Sturzkampfgeschwader 3; III./Kampfgeschwader 1; Stab, II. und III./Kampfgeschwader 4; Stab, II. und III./Kampfgeschwader 51; Stab, I. und III./Kampfgeschwader 53; diverse selbständige Staffeln |
| Juli 1943 (Unternehmen Zitadelle) | 4. Flieger-Division           | |
| Juli 1943 (Unternehmen Zitadelle) | 12. Flak-Division             | |
| Juli 1943 (Unternehmen Zitadelle) | 18. Flak-Division             | |
| Juli 1943 (Unternehmen Zitadelle) | 10. Flak-Brigade              | |
| Juni 1944 (Operation Bagration)   | direkt unterstellt            | Verbindungsstaffel Luftflotte 6; Stab/Fernaufklärungsgruppe 2, 4./Fernaufklärungsgruppe 14, Nahaufklärungsstaffel 2, 4./Fernaufklärungsgruppe 11; Stab und II./Kampfgeschwader 1; 14. (Eis)/Kampfgeschwader 3 |
| Juni 1944 (Operation Bagration)   | IV. Fliegerkorps              | 1./Fernaufklärungsgruppe 100; Stab und 3./Nahaufklärungsgruppe 4, 12./Nahaufklärungsgruppe 13; Stab, II. und III./Kampfgeschwader 4; Stab, I. und III./Kampfgeschwader 27; Stab, I., II. und III./Kampfgeschwader 53; Stab, I., II. und III./Kampfgeschwader 55 |
| Juni 1944 (Operation Bagration)   | 1. Flieger-Division           | Stab/Nahaufklärungsgruppe 15 mit 1./Nahaufklärungsgruppe 4, 11. und 12./Nahaufklärungsgruppe 11; Stab und III./Schlachtgeschwader 3, I./Schlachtgeschwader 10 |
| Juni 1944 (Operation Bagration)   | 4. Flieger-Division           | Stab/Nahaufklärungsgruppe 4 mit 2./Nahaufklärungsgruppe 10, 13./Nahaufklärungsgruppe 14; I., II. und 10.(Pz)/Schlachtgeschwader 1, 10.(Pz)/Schlachtgeschwader 3; Stab und III./Schlachtgeschwader 10 |
| Juni 1944 (Operation Bagration)   | Fliegerführer 1               | 12./Nahaufklärungsgruppe 12, 3./Nahaufklärungsgruppe 21, 4./Nahaufklärungsgruppe 31; Stab, 1., 2., 3. und 4./Nachtschlachtgruppe 2; 1. Ostfliegerstaffel (russ.); 1./Nachtschlachtgruppe 1 |
| Juni 1944 (Operation Bagration)   | Jagdabschnittsführer 6        | Stab, I., III. und IV./Jagdgeschwader 51, III./Jagdgeschwader 11; I./Nachtjagdgeschwader 100 |
| Juni 1944 (Operation Bagration)   | II. Flak-Korps                | 12. Flak-Division, 18. Flak-Division, 23. Flak-Division |
| 8. März 1945                      | direkt unterstellt            | Verbindungsstaffel Luftflotte 6; Sanitätsflugbereitschaft 2; Stab/Fernaufklärungsgruppe 2, 1./Fernaufklärungsgruppe 122, 4./Fernaufklärungsgruppe 11, 4./Fernaufklärungsgruppe 14, 5./Fernaufklärungsgruppe 122, 2./Fernaufklärungsgruppe Nacht; Gefechtsverband Weiß; Gefechtsverband Helbig; Transportfliegerführer |
| 8. März 1945                      | VIII. Fliegerkorps            | 3. Flieger-Division; Stab, 1. und 2./Nahaufklärungsgruppe 15, 12./Nahaufklärungsgruppe 13; Fi 156-Kommando IV; Fi 156-Kommando V; Stab/Fernaufklärungsgruppe 3, 2./Fernaufklärungsgruppe 100, 4./Fernaufklärungsgruppe 121, 4./Fernaufklärungsgruppe Nacht; Stab, I., II. und III./Jagdgeschwader 6; IV./Jagdgeschwader 1; Stab, II. und III. Schlachtgeschwader 4; Stab, I., II., III. und 10./Schlachtgeschwader 77; Stab, II., III. und 10./Schlachtgeschwader 2; 3./Nachtschlachtgruppe 4 |
| 8. März 1945                      | II. Fliegerkorps              | 1. Flieger-Division; 4. Flieger-Division; IV./Nachtjagdgeschwader 2; II./Nachtjagdgeschwader 3; III./Kampfgeschwader 53 |
| 8. März 1945                      | Luftwaffenkommando Ostpreußen | 2./Nahaufklärungsgruppe 4; Stab und III./Jagdgeschwader 51; I./Schlachtgeschwader 3 |
| 8. März 1945                      | I. Flak-Korps                 | 10. Flak-Division, 11. Flak-Division, 17. Flak-Division |
| 8. März 1945                      | II. Flak-Korps                | 12. Flak-Division, 15. Flak-Division, 18. Flak-Division; 23. Flak-Division, 27. Flak-Division |